# Roland Sierra i Farreras
Roland Sierra i Farreras (Pirmasens, Alemanya, 27 de març de 1962), conegut literàriament com a Roland Sierra, és un escriptor i historiador fincat a Sitges. Ha escrit obra literària de narrativa i novel·la rebent diversos premis, també ha publicat un algunes obres sobre la història de Sitges.
L'any 2015 va formar part de la candidatura de Moviment d'Esquerres de Sitges (MES) a Sitges a les eleccions municipals.

## Premis
- 1992 Premi Ferran Canyameres per On és la filla del vent?[1]
- 1996 Premi Carmesina de narrativa infantil per Les peripècies d'un gra de cafè[1]
- 1996 Premi Enric Valor de narrativa juvenil per Crònica de Cissa[1]
- 1997 Ploma d'Or